# Zoanthus chierchiae
Zoanthus chierchiae is een Zoanthideasoort uit de familie van de Zoanthidae. De wetenschappelijke naam van de soort is voor het eerst geldig gepubliceerd in 1895 door Heider.